# 조 R. 핸리
조 R. 핸리(영어: Joe R. Hanley)로 잘 알려진 조지프 로즈 핸리(영어: Joseph Rhodes Hanley, 1876년 5월 30일~1961년 9월 4일)는 미국의 정치인으로 제51대 뉴욕주 부지사(1943년 7월 17일~1950년 12월 31일)를 지냈다.

## 학력
- 아이오와 대학교 법학학사
- 아이오와 웨슬리언 대학교 신학 석사

## 경력
- 아이오와 주방위군
- 미국-스페인 전쟁 미국 육군 복무
- 1927.01~1931.12 제150·151·152·153·154대 뉴욕 와이오밍 카운티 하원의원
- 1932.01~1943.12 제155·156·157·158·159·160·161·162·163·164대 미국 뉴욕 제44구 상원의원
- 1939.02~1943.12 뉴욕 상원 다수당 대표
- 1939.02~1943.12 뉴욕 상원 임시의장
- 1941~1942 스페인전쟁 참전용사연합 총사령관
- 1942.12~1942.12 뉴욕 부지사 권한대행
- 1943.07~1943.11 뉴욕 부지사 권한대행
- 1943.11~1950.12 제51대 뉴욕 부지사

## 역대 선거 결과
| 선거명        | 직책명                          | 대수  | 정당   | 득표율  | 득표수      | 결과 | 당락             |
| ------------- | ------------------------------- | ----- | ------ | ------- | ----------- | ---- | ---------------- |
| 1926년 선거   | 하원의원 (뉴욕 와이오밍 선거구) | 150대 | 공화당 | 57.24%  | 6,011표     | 1위  | 뉴욕 주의원 당선 |
| 1927년 선거   | 하원의원 (뉴욕 와이오밍 선거구) | 151대 | 공화당 | 67.30%  | 5,597표     | 1위  | 뉴욕 주의원 당선 |
| 1928년 선거   | 하원의원 (뉴욕 와이오밍 선거구) | 152대 | 공화당 | 73.34%  | 10,136표    | 1위  | 뉴욕 주의원 당선 |
| 1929년 선거   | 하원의원 (뉴욕 와이오밍 선거구) | 153대 | 공화당 | 67.87%  | 7,550표     | 1위  | 뉴욕 주의원 당선 |
| 1930년 선거   | 하원의원 (뉴욕 와이오밍 선거구) | 154대 | 공화당 | 66.95%  | 6,426표     | 1위  | 뉴욕 주의원 당선 |
| 1931년 선거   | 상원의원 (뉴욕 제44부)          | 155대 | 공화당 | 71.56%  | 34,350표    | 1위  | 뉴욕 주의원 당선 |
| 1932년 선거   | 상원의원 (뉴욕 제44부)          | 156대 | 공화당 | 69.97%  | 45,085표    | 1위  | 뉴욕 주의원 당선 |
| 1934년 선거   | 상원의원 (뉴욕 제44부)          | 158대 | 공화당 | 68.30%  | 34,618표    | 1위  | 뉴욕 주의원 당선 |
| 1936년 선거   | 상원의원 (뉴욕 제44부)          | 160대 | 공화당 | 71.61%  | 49,166표    | 1위  | 뉴욕 주의원 당선 |
| 1938년 선거   | 상원의원 (뉴욕 제44부)          | 162대 | 공화당 | 74.16%  | 43,108표    | 1위  | 뉴욕 주의원 당선 |
| 1940년 선거   | 상원의원 (뉴욕 제44부)          | 163대 | 공화당 | 73.53%  | 53,390표    | 1위  | 뉴욕 주의원 당선 |
| 1942년 선거   | 상원의원 (뉴욕 제44부)          | 164대 | 공화당 | 100.00% | 51,191표    | 1위  | 뉴욕 주의원 당선 |
| 1943년 재선거 | 뉴욕 부지사                     | 51대  | 공화당 | 55.29%  | 1,846,314표 | 1위  | 뉴욕 부지사 당선 |
| 1946년 선거   | 뉴욕 부지사                     | 51대  | 공화당 | 57.01%  | 2,737,406표 | 1위  | 뉴욕 부지사 당선 |
| 1950년 선거   | 상원의원 (뉴욕 제3부)           | 82대  | 공화당 | 45.28%  | 2,367,353표 | 2위  | 낙선             |